# Доктрина
Доктрина (лат. doctrina) је учење или систем учења, теорија, нешто што је логички утемељено и разрађено учење о природи и свету, теолошко, филозофско или научно учење. Такође принцип, позиција, или политика која се заговара и учи, као што то раде владе или религије. Наука, скуп мишљења неке научне филозофске школе, идеологије, покрета. Систем догми једне цркве.
Доктринарство је слепо пристајање уз неко некритичко учење, псеудонаучну тезу или теорију, односно став и ставови који не одговарају стварности или се заснивају на некритичком ставу. Особа која фанатично и некритички заступа и брани одређене теорије или учења без обзира на њихову одрживост и противречност чињеницама, стварности, разуму и критичком аргументу, зове се „доктринар.”

## Религијска употреба
Примери верских доктрина укључују:
- хришћанска теологија:
  - Доктрине као што су Тројство, девичански порођај и помирење
  - Приручник доктрине Војске спаса[1]
  - Трансупстанцијација и маријанска учења у римокатоличкој теологији. Одељење Римске курије које се бави питањима доктрине назива се Конгрегација за доктрину вере.[2][3]
  - Карактеристична калвинистичка доктрина „двоструког” предодређења
  - Методистичка црква Велике Британије позива се на „доктрине којима су се заветовали проповедници Методистичке цркве“ као на доктриналне стандарде[4]
  - Друга хришћанска доктрина
- Југа у хиндуизму
- Постулација или Сјадвада у џаинизму
- Четири племените истине у будизму

## Мера религиозности
Према социологу Мервину Вербиту, доктрина се може схватити као једна од кључних компоненти религиозности. Он дели доктрину у четири категорије: садржај, учесталост (степен до којег може заокупити ум особе), интензитет и централност. Сваки од њих може варирати од једне религије до друге, и унутар дате религијске традиције.
У том смислу, доктрина је слична димензији религиозности „веровања“ Чарлса Глока.

## Војна употреба
Термин се такође односи на концепт успостављене процедуре за сложену операцију у рату. Типичан пример је тактичка доктрина у којој се стандардни сет маневара, врста трупа и оружја користи као подразумевани приступ врсти напада.
Примери војних доктрина укључују:
- Крстарички рат
- Тактика удари и бежи
- Маханијан од краја 19. до средине 20. века
- Доктрина лова на људе, или осигурано индивидуално уништење
- Реганова доктрина Хладног рата
- Шок и страхопоштовање
- Совјетска дубока битка Другог светског рата
- Рововско ратовање Првог светског рата

Скоро свака војна организација има своју доктрину, некад писану, некад неписану. Неке војне доктрине се преносе кроз програме обуке. У скорије време, у модерним мировним операцијама, које укључују и цивилне и војне операције, сада се појављују свеобухватније (не само војне) доктрине, као што је „Капстонска доктрина“ мировних операција Уједињених нација из 2008. која говори о интегрисаним цивилним и војним операцијама.

## Политичка употреба
По дефиницији, политичка доктрина је „политика, позиција или принцип који се заступа, поучава или спроводи у вези са стицањем и применом моћи управљања или администрације у друштву.“
 Термин политичка доктрина се понекад погрешно поистовећује са политичком идеологијом. Међутим, доктрини недостаје акциони аспект идеологије. То је углавном теоријски дискурс, који се „односи на кохерентан сет тврдњи о томе шта би одређена тема требало да буде“ (Бернард Крик). Политичка доктрина се заснива на рационално разрађеном скупу вредности, које могу претходити формирању политичког идентитета пер се. Бави се филозофским оријентацијама на метатеоријском нивоу.